# Andreas Siebert

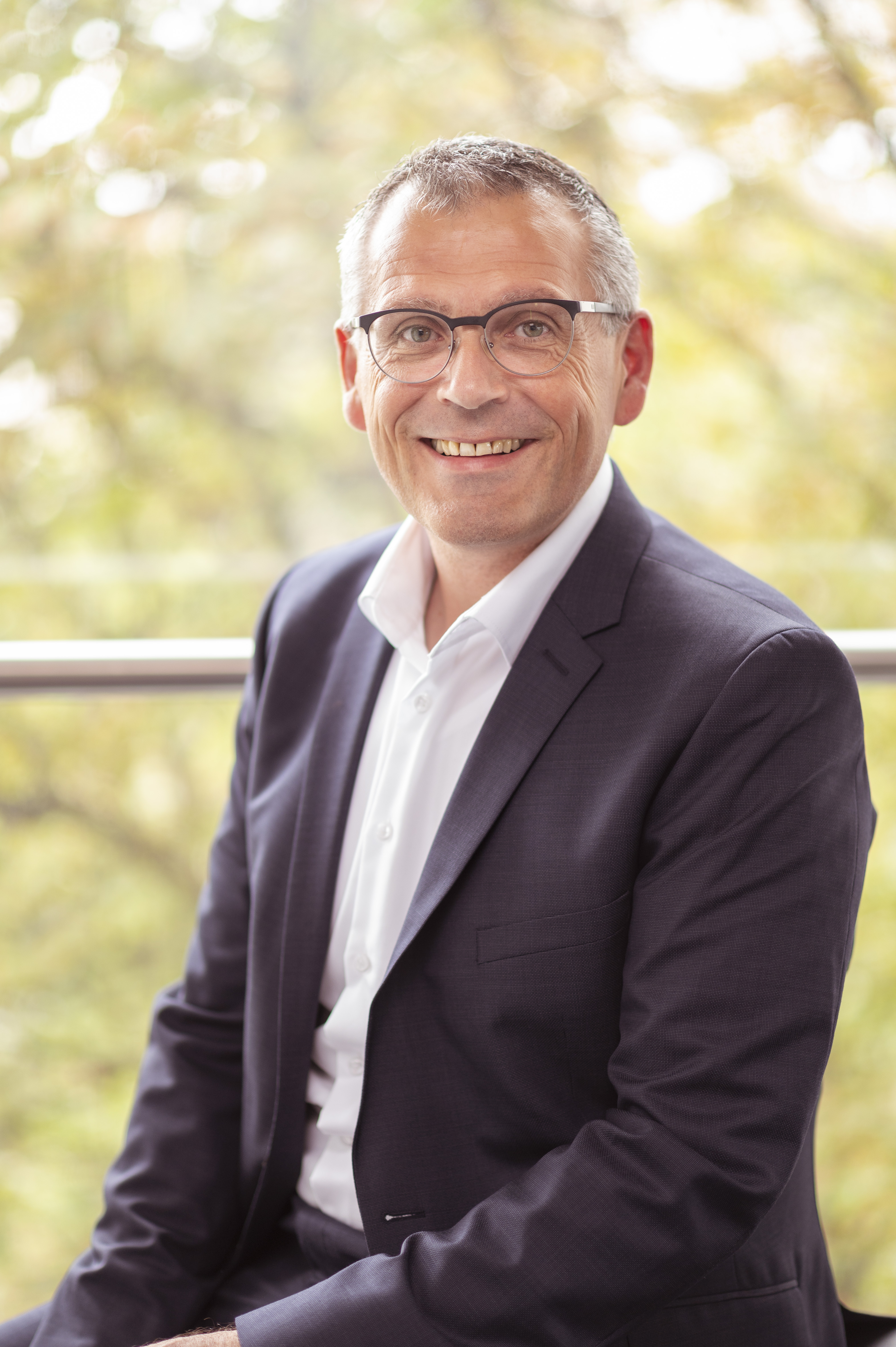
Andreas Siebert – Landrat im Landkreis Kassel

Andreas Siebert (geb. 3. Juni 1970 in Kassel) ist ein deutscher Politiker (SPD). Seit dem 1. Juli 2021 ist er Landrat des Landkreises Kassel.
Siebert erwarb 1986 den Realschulabschluss an der Wilhelm-Leuschner-Schule in Heiligenrode. Darauf folgte eine dreijährige Ausbildung zum Verwaltungsfachangestellten bei der Gemeinde Niestetal, wo er von 1989 bis 2006 als Angestellter tätig war. Er holte 1992/93 auf dem zweiten Bildungsweg die Fachhochschulreife nach, leistete 1995 seinen Grundwehrdienst ab und bildete sich von 1996 bis 1998 zum Verwaltungsfachwirt fort.
Siebert war von 2006 bis 2018 hauptamtlicher Bürgermeister der Gemeinde Niestetal. Am 1. Mai 2018 wurde er vom Kreistag zum Ersten Kreisbeigeordneten (stellvertretenden Landrat) des Landkreises Kassel gewählt. Er übernahm das Amt von Susanne Selbert, die zuvor als Landesdirektorin zum Landeswohlfahrtsverband Hessen gewechselt war.
Bei der Kommunalwahl in Hessen am 14. März 2021 wurde Siebert mit 58,85 % der Stimmen zum Landrat des Landkreises Kassel gewählt. Am 1. Juli 2021 trat er die Nachfolge von Uwe Schmidt (SPD) als Landrat an.
Seit Juni 2019 ist Siebert zusammen mit Silke Engler Vorsitzender des SPD-Unterbezirks Kassel-Land. Er ist zudem Vorsitzender der Sozialdemokratischen Gemeinschaft für Kommunalpolitik e. V. (SGK Hessen) und seit Januar 2022 auch stellvertretender Vorsitzender der Bundes-SGK.
Andreas Siebert lebt in Niestetal. Er ist seit 1996 verheiratet und hat vier erwachsene Kinder.